# Uramya nubilis
Uramya nubilis là một loài ruồi trong họ Tachinidae.